# Francis Hamilton, 1. Baronet
Sir Francis Hamilton, 1. Baronet (* vor 1610; † 1673) war schottisch-irischer Adliger und Politiker.
Er war der Sohn und Erbe des Sir Claud Hamilton aus einer Linie des schottischen Clan Hamilton und seiner Gattin Jane Lauder, Tochter des Robert Lauder of The Bass. Beim Tod seines Vaters erbte er dessen Ländereien in Clonyn im irischen County Cavan und wurde am 12. Februar 1618 als Ire naturalisiert. Sein Vater war der zweite Sohn des Sir Alexander Hamilton, Laird von Innerwick. Von diesem Großvater erhielt er 1621 dessen irische Besitzungen im County Cavan, nämlich Clonkine und Carrotubber, die dieser 1610 erworben hatte.
Er wurde in den irischen Kronrat (Privy Council) aufgenommen und nahm unter König Jakob I. am Council of Munster teil. König Karl I. verlieh ihm am 29. September 1628 in der Baronetage of Nova Scotia den erblichen Adelstitel eines Baronet, of Killaugh in the County of Cavan, erhoben. Mit dem Titel waren 16.000 acres Ländereien in Nova Scotia verbunden, die er im November 1628 in Besitz nahm.
Am 17. Juni 1631 wurden seine Ländereien in Clonkine, Carrotubber und Clonyn zu einer einheitlichen feudalen Baronie um seinen Wohnsitz Castle Killagh zusammengefasst, der fortan Castle Hamilton genannt wurde. Sein Adelstitel wird daher teils auch als Baronet, of Castle Hamilton in the County of Cavan bezeichnet.
Von 1639 bis 1648 war er Abgeordneter im irischen Parlament für den Borough Jamestown im County Leitrim und 1661 für das County Cavan.

## Ehen und Nachkommen
In erster Ehe heiratete er Laetitia Coote, Tochter des Sir Charles Coote, 1. Baronet (1581–1642). Mit ihr hatte er einen Sohn und Erben:
- Sir Charles Hamilton, 2. Baronet (vor 1641–1689)

In zweiter Ehe heiratete er Elizabeth Barlow, Witwe des William Hay of Castlebarne († 1635) und des Sir Francis Willoughby († 1659), Tochter des Randall Barlow, Erzbischof von Tuam. Die Ehe blieb kinderlos.